# Chaceus cesarensis
Chaceus cesarensis е вид десетоног ракообразен организъм от семейство Pseudothelphusidae.

## Разпространение и местообитание
Видът е разпространен в Колумбия.
Обитава сладководни басейни, морета, реки и потоци.